# トポス (数学)
数学におけるトポス（topos）とは、位相空間上の層のなす圏を一般化した概念である。アレクサンドル・グロタンディークによるヴェイユ予想解決に向けた代数幾何学の変革の中で、数論的な図形（スキーム）の上で有意義なホモトピー・コホモロジー的量が定義できる細かい「位相」を考えるために導入された。 その後数理論理学者たちによる更なる公理化を経て、集合論のモデルを与える枠組みとしても認識されるようになった。

## 定義
有限極限を持つ圏 Eがカルテシアン閉であるとは、任意の対象XについてXと直積を取る関手X × -: E→Eに右随伴関手(-)X: E→Eが存在する事をいう。 例えば集合の圏Setsや有限集合の圏FinSetsはカルテシアン閉だが位相空間の圏Topはカルテシアン閉でない。
一般に圏 E の対象Aの部分対象とはコドメインがAであるモノ射の同型類の事を言う。モノ射の引き戻しがモノ射になる事から、引き戻しを持つ圏Eについて各対象XにXの部分対象を与える関手Sub(-):Eop→Setsが定義される。圏Eの部分対象分類子(subobject classifier)とは、この関手を表現する対象の事をいう。
圏 E は(初等)トポス(elementary topos)であるとは、Eがカルテシアン閉で部分対象分類子を持つ事をいう。
たとえば、Sets やFinSetsは部分対象分類子として二点集合を持つのでトポスになる。
EとF がトポスのとき、関手 f*: E → F と完全関手 f*: F → E の対 (f*, f*)で随伴関係 f* ⊣ f*をみたすものはE から F へのトポスの射（geometric morphism）とよばれる。このときf*はfの直像部分、f*はfの逆像部分とよばれる。随伴性によりトポスの射の直像部分は左完全な関手になる。

## グロタンディーク・トポス
C を小さな圏とする。C の各対象 X から HomC(-, X) の部分関手の族 J(X) への対応 J で以下の公理を満たすものはC上のグロタンディーク位相といわれ、対 (C, J) は景（site）とよばれる。
- HomC(-, X) ∈ J(X)
- S ∈ J(X) のとき任意の射 f: Y → X について S の f による引き戻し f*S = { g: Z → Y | fg ∈ S(Z) } は J(Y) に入る
- S ∈ J(X)、R ⊂ HomC(-, X)で任意の (f: Y → X) ∈ S(Y) について f*R ∈ J(Y) ならば R は J(X) に入る

たとえば、C の任意の対象 X について J0(X) = { HomC(-, X) } とおけば、J0は上の条件を満たす。このJ0はC上の自明なグロタンディーク位相とよばれる。
(C, J) を景とするとき、Cから Sets への反変関手のうちで J についての「張り合わせ条件」を満たすものは (C, J) 上の層と呼ばれ、それらのなす圏 Sh(C, J) （{\displaystyle {\tilde {C}}}とも書かれる）はトポスになる。このようにして得られるトポスはグロタンディーク・トポスと呼ばれる。Sets への反変関手全体を考えるかわりに適当な宇宙 U への反変関手全体を考えることにすると、得られた「トポス」自体を再び景と見立てることが可能になる。このときのグロタンディーク位相は射の系の全射性によって定められる。
グロタンディーク・トポスは余完備（cocomplete）で小さな生成系を持つトポスとして特徴づけられる。ここからグロタンディーク・トポスにおけるアーベル群的な対象のなすアーベル圏は十分に単射的対象を持つことがしたがう。したがってグロタンディークトポスのアーベル群的な対象の圏についてその導来圏を考えたり、トポスの射の直像部分の右導来関手を考えたりすることができる。
とくにC を小さな圏とするとき、その上の自明なグロタンディーク位相からはC上の反変関手（C上の前層とよばれる）全体の圏 Psh(C) （{\displaystyle {\hat {C}}}とも書かれる）が得られる。またJ がC 上のグロタンディーク位相のとき、「埋め込み／忘却」関手 Sh(C, J) → Psh(C) と「層化」関手 Psh(C) → Sh(C, J) の対は Sh(C, J) から Psh(C) へのトポスの射になる。

### 古典的な層の理論との対応
Xを位相空間とするとき、Xの開集合のなす圏 O(X) の上に族の合併操作からグロタンディーク位相が定まる。そこから得られるトポスは（普通の意味での）X 上の層の圏 Sh(X) である。位相空間の間の連続写像 f:X → Y はトポスの射 Sh(X) → Sh(Y) を導く。逆に、Yがハウスドルフ性などよい分離性を持つ空間のときにはトポスの射 Sh(X) → Sh(Y) は必ずこのようにして得られる。したがって、トポスの理論は位相空間の理論の（圏の言葉による）言い換えを与えていると考えることができる。
Setsは一点空間の上の層の圏と見なせるが、任意の点 x ∈ X について { x } → X が導くトポスの射 Sets ≡ Sh({x}) → Sh(X) は「xにおけるファイバーをとる」関手と「x上の摩天楼層」関手から構成されている。また、X → pt（一点空間）が導くトポスの射 Sh(X) → Sets は「定数層」関手と「大域切断」関手から構成されている。

## 分類トポス
Gを（離散）群とする。G をただ一つの対象からなる圏と見なすとき G 上の前層の圏と G が作用する集合の圏 BG とは同一視される。
このとき位相空間X上のG-torsor と Sh(X) から BG へのトポスの射との間に自然な対応がある。
同様にして、「加群の分類トポス」とよばれる（グロタンディーク）トポス Aが存在し、(C, J)上の加群の層と Sh(C, J) から A へのトポスの射が自然に対応する。この対応は A における「普遍的な加群の層」対象 E を考え、Sh(C, J) からAへの射fに対し E のfによる引き戻し f*Eを対応させることで与えられる。さらには環の層などほかの構造についても同様のことが成立している。

## 数理論理学との関わり
Kripke-Joyalの意味論とよばれる手続きによって集合論的論理式をトポスの対象と射についての言明として解釈することができる。トポス Sets における解釈が通常の記号論的な集合とその元に関する論理式解釈となる。群、可換群、環などの数学的（特に代数的）構造の公理を論理式によって表現したとき、景 (C, J) 上のグロタンディーク・トポスにおいてその論理式を満たすような対象が (C, J) 上の群、可換群、環などの層になる。局所環の層などについての局所的な条件も、全称量化子を用いた論理式によって自然に表現される。
一方、適切な景 (P, J) をポール・コーエンによる強制法 (forcing) の議論をなぞって構成し、その上の層の圏として連続体仮説が成立しないような集合論のモデルを得ることができる。同様にして選択公理が成り立たないような集合論のモデルもある景の上の層の圏として実現できる。こうして構成される集合論のモデルのうちには排中律が成り立たないような直観主義的モデルも自然に現れる。

## 歴史
グロタンディークはスキームとトポスとを同じ年に見いだしたと『収穫とまいた種と』で回想している。実際にグロタンディーク・トポスの一般論が整備されたのはSGA IVでの彼自身による発表の中でだった。その後ウィリアム・ローヴェアが集合論のモデルとしての可能性を見いだし、強制法との関連、ドリーニュの定理のとらえ直しなど記号論的な認識が深められたが、グロタンディークの隠遁後に彼に近い学者がトポスの理論に貢献しなかったことは彼と他の数学者たちとの間の確執の一因になった。またリジッド幾何やSynthetic Differential Geometryなど「位相構造」より繊細な「微分構造」をトポスを通じて考える幾何学も得られている。